# 越江站
越江站是一个京广线上的铁路车站，位于湖南省岳阳市汨罗市白水镇，建于1918年，当时称白水站，1952年改称湘阴站，1968年改为越江站，曾为四等站，2009年撤销，邮政编码为414404。目前客运：办理旅客乘降；行李、包裹托运；货运：办理整车、零担货物发到；不办理罐装危险货物发到。